# Giun đất khổng lồ Kinabalu
Giun đất khổng lồ Kinabalu (tên khoa học: Pheretima darnleiensis) là loài bản địa núi Kinabalu, Borneo và các đảo xung quanh cũng như New Guinea. Trên núi Kinabalu, loài này phát triển đến chiều dài khoảng 70 cm và sống trong hang trong đất mềm và dày quanh hang động Paka, ở độ cao 3.000 m trên mực nước biển. Chúng thường bị đỉa đỏ khổng lồ Kinabalu săn bắt và nuốt chửng.